# Gustav Adolf Closs

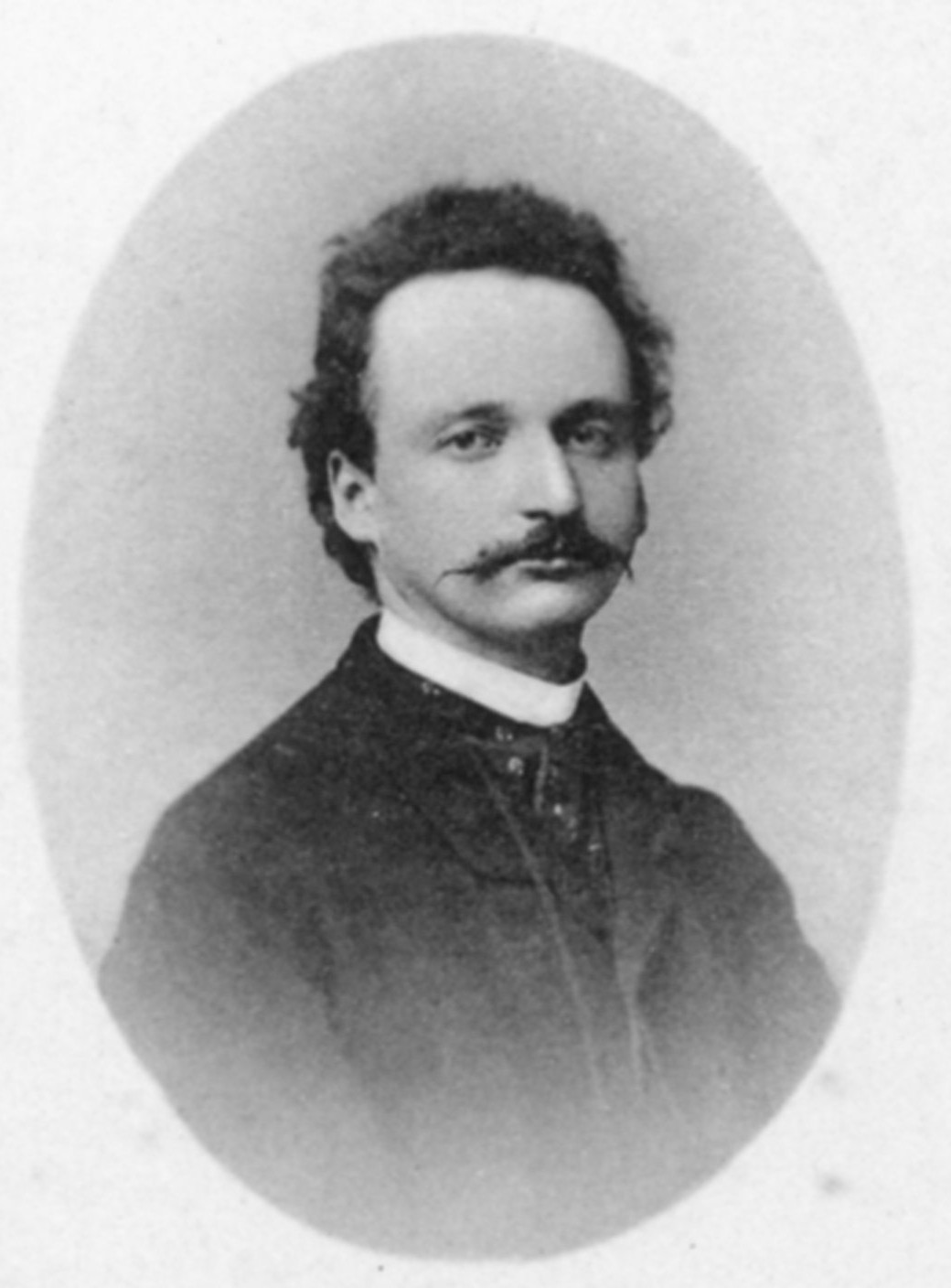
Gustav Adolf Closs, um 1905

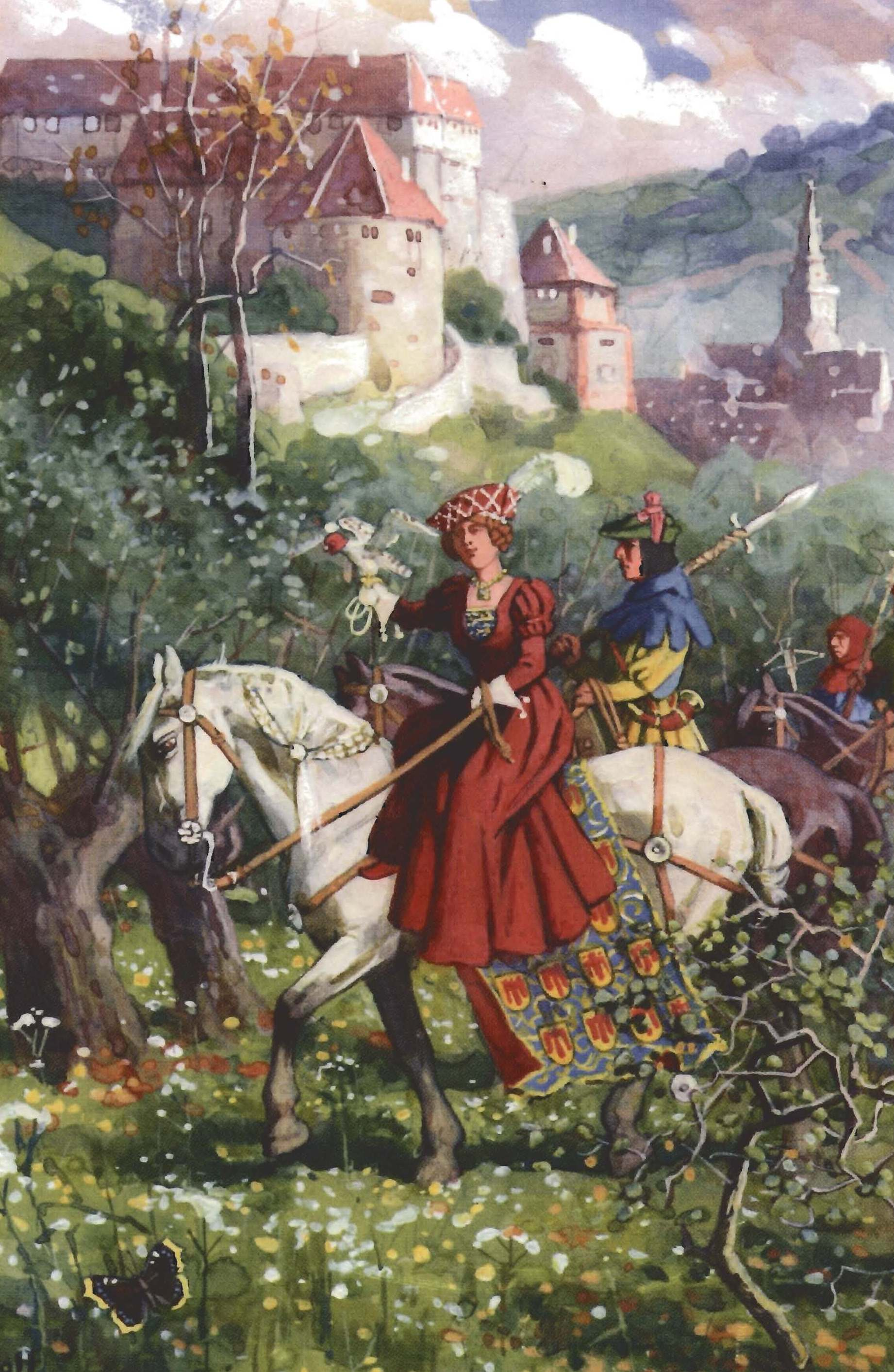
Gustav Adolf Closs: Ausritt zur Falkenjagd, Aquarell (ca. 23 × 15 cm), 1935, Privatbesitz

Gustav Adolf Carl Closs (bzw. Cloß; * 6. Mai 1864 in Stuttgart; † 3. September 1938 in Berlin-Wilmersdorf) war ein deutscher Maler, Illustrator und Heraldiker. 

## Leben und Werk

### Herkunft, Jugend und Studium
Closs war der Sohn des Holzstechers Adolf (Georg) Cloß (* 14. November 1840 in Stuttgart; † 2. Februar 1894). Allerdings finden sich auch widersprüchliche Angaben, die Adolfs Zwillingsbruder, den Maler Gustav Paul Cloß (1840–1870) als Vater führen. Gustav Adolf Closs gab jedoch stets (auch schriftlich) an, dass Adolf sein Vater sei, so dass diese Aussage wohl zutreffend ist. Adolf Georg Cloß unterhielt ein renommiertes Atelier für Holzschnittarbeiten in Stuttgart. Er war in erster Ehe mit Mathilde (geb. Groß) verheiratet und zeugte mit ihr, neben Gustav Adolf, zwei weitere Kinder: Helene Augustine Pauline (* 20. Januar 1866; † 8. April 1945) und Marie Auguste (verstarb bereits im Alter von zwei Jahren).
Gustav Adolf Closs besuchte von 1872 bis 1882 das königliche Realgymnasium in Stuttgart, wo er am 13. September das Zeugnis erhielt.
Direkt nach dem Abschluss des sekundären Bildungswegs immatrikulierte sich Closs am 20. November 1882 an der Eberhard-Karls-Universität Tübingen für Staats- und Politikwissenschaften (damals „Regiminalwissenschaft“). Außerdem wurde Closs beim Corps Franconia Tübingen aktiv. Dort bekleidete er unter anderem die Charge des Conseniors. Im Sommersemester 1885 studierte er für ein Semester an der Albert-Ludwigs-Universität Freiburg, kehrte aber bereits im kommenden Wintersemester nach Tübingen zurück. Sein Wechsel nach Freiburg ging mit Closs’ Abkehr von den Regiminalwissenschaften und seiner Hinwendung zum Fach der Rechtswissenschaften einher. Jedoch führte er auch dieses Studium nicht zu Ende und beendete seine studentische Laufbahn vor dem Wintersemester 1886 vorzeitig.

### Künstlerische Ausbildung (1886 bis 1891)
Unmittelbar nach seiner Studienzeit wurde Closs an der Akademie der Bildenden Künste in Karlsruhe aufgenommen. Obwohl sich schon hier sein Talent für die Landschaftsmalerei zeigte, wurde er nicht Schüler des populären Gustav Schönlebers, sondern Schüler von Ernst Schurth, der sich mehr der Figurenmalerei und Historiendarstellungen widmete. Dort verblieb Closs jedoch lediglich ein Jahr, da er ab dem 17. Oktober 1887 an der Akademie der Bildenden Künste in München weiterstudierte. Zu dieser Zeit war dort Karl Theodor von Piloty der wohl herausragendste Künstler. Closs' Lehrer an der Münchener Kunstakademie war Wilhelm von Diez. Allerdings gibt es keinerlei Anzeichen, dass Closs in die Münchener Secession und deren Folgen eingebunden war. Von Diez rezipierte Closs insbesondere dessen Betonung von Illuminations- und Farbelementen in Genrebildnissen. Außerdem bildete sich bei ihm ein deutlicher Hang zu realistischer, unverfälschter und sehr detaillierter Darstellungsweise heraus, die natürliche Lebenssituationen bestmöglich nachbilden sollte. Auch Closs bevorzugte die Abbildung von eher unbedeutenden Persönlichkeiten in typischen Situationen ihres ganz alltäglichen Lebens. Bereits zur Zeit, als er Schüler an der Münchener Akademie war, fertigte Closs einige Illustrationen für namhafte Zeitungen an. Nachdem Closs die Akademie 1891 verlassen hatte, ließ er sich in Stuttgart nieder.

### Schaffenszeit

#### Als Illustrator
Als Erstlingswerk kann die im Jahre 1887 angefertigte und durch das Holzstich-Verfahren entstandene Illustration zu Eduard Mörikes Der Feuerreiter gelten, die im Balladensammelband Die Gartenlaube (1888) auftauchte. Ebenfalls in der Gartenlaube wurde im Jahre 1889 ein Bild mit dem Titel Blutige Ostern im Jahr 1525 veröffentlicht sowie im Jahre 1893 eines mit dem Namen Die Zerstörung des Klosters Hirsau durch die Franzosen unter Mélac. Daneben finden sich dort zahlreiche weitere seiner Historienmalereien. Des Weiteren schuf er auch viele Illustrationen zu Beiträgen für Über Land und Meer, zu einer illustrierten Ausgabe von Wilhelm Hauffs Lichtenstein, zu Homers Odyssee und zum Karl-May-Roman Die Sklavenkarawane.
Später folgten Illustrationen für die Fliegenden Blätter, eine sehr populäre, humoristische Zeitschrift der Kaiserzeit, zu deren gefragtesten Illustratoren Closs ab Herbst 1897 gehörte. Er arbeitete nachweislich etwa 20 Jahre für die Fliegenden Blätter. Nach seiner Heirat arbeitete er verstärkt für die Zeitschrift Die Lustige Woche, die eine höhere Druckqualität bot und somit seinen künstlerischen Ansprüchen mehr gerecht wurde. Die xylografische Umsetzung der Illustrationen besorgten bis zu dessen Tod größtenteils Closs’ Vater Adolf Georg Cloß und Gehilfen in dessen Stuttgarter Atelier.
Closs wurde 1898 beim ersten Preisausschreiben von Ludwig Stollwerck für Entwürfe von Stollwerck-Sammelbildern ausgezeichnet. Preisrichter waren die Professoren Emil Doepler d. J., Woldemar Friedrich, Bruno Schmitz und Franz Skarbina aus Berlin sowie ein Teilhaber der Firma Stollwerck.
Im Jahre 1907 heiratete Gustav Adolf Closs die dreizehn Jahre jüngere Tochter eines Instrumentenmachers Martha Pauline Karoline Pfaff in Stuttgart und zog mit ihr nach Berlin. Die beiden hatten keine Kinder und man kann davon ausgehen, dass das Verhältnis auch darüber hinaus eher kühl und distanziert war.

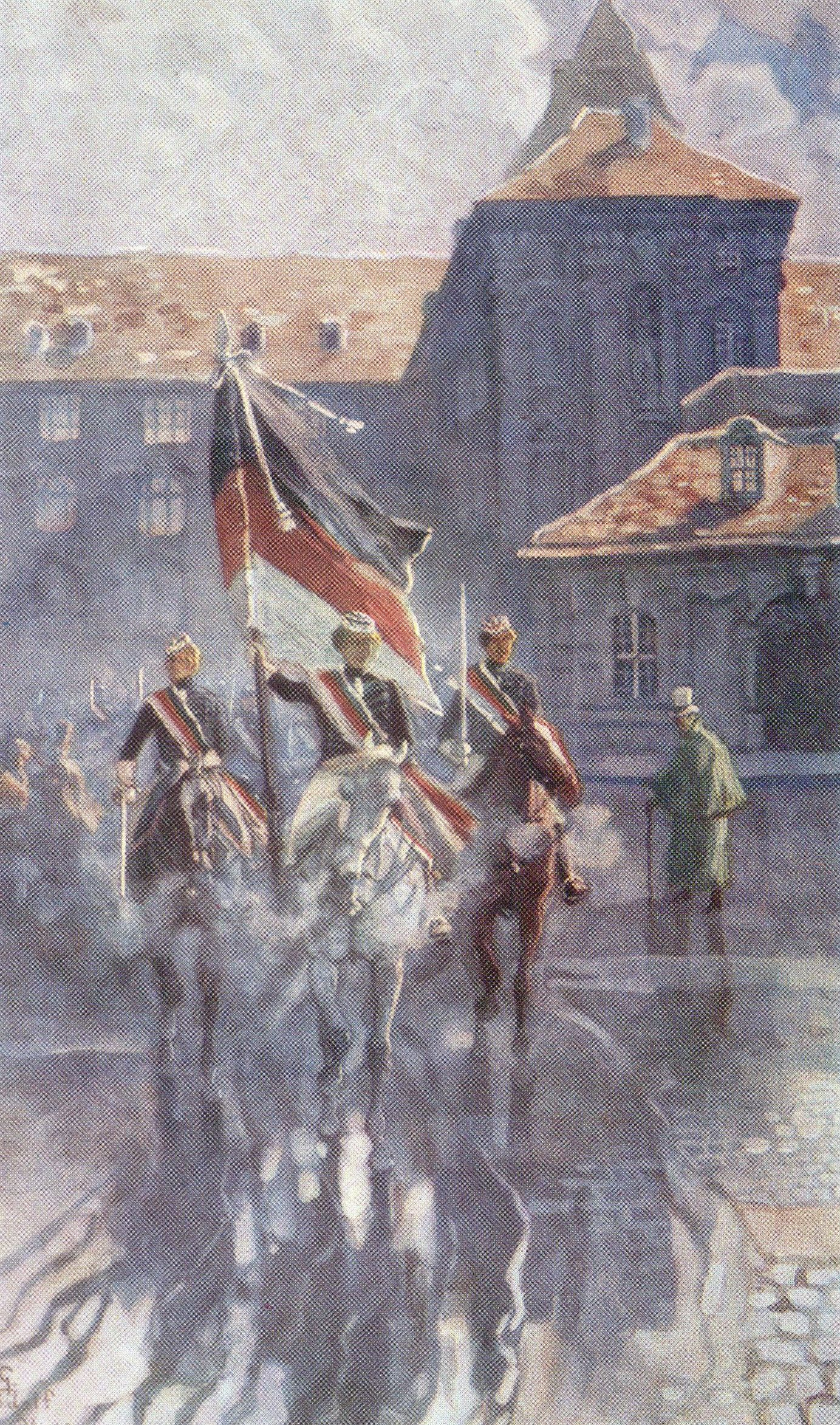
Breslauer Preußen durchreiten das Kaisertor der Schlesischen Friedrich-Wilhelms-Universität, Öl auf Leinwand, 1911

#### Als Maler
Neben seiner Tätigkeit als Illustrator, die er augenscheinlich lediglich als Mittel zum Verdiensterwerb verstand, sah sich Closs vorrangig als Maler.
Closs fertigte in den ersten zehn bis fünfzehn Jahren seiner malerischen Tätigkeit unter anderem einige große Wandgemälde an den Schlössern Schöckingen (ab 1892/1893) und Rapperswil (ab ca. 1896). Den Auftrag für das Schloss Schöckingen erhielt Closs wohl wegen seiner Freundschaft zu Friedrich von Gaisberg-Schöckingen (1857–1932), die aus seiner Aktivenzeit bei den Tübinger Franken herrührte. An der Nordseite des Schlosses Rapperswil fertigte Closs zwei große Wandgemälde (2 × 4 m) an, die nicht nur aufgrund des tadellosen Zustandes als einige seiner Hauptwerke im Bereich der Wandmalerei zu betrachten sind. Weitere Wandgemälde, wie z. B. ein ca. 4 × 2,25 m großes Gemälde im Königsbau in Stuttgart, sind – vorrangig durch die Gebäudezerstörung in den beiden Weltkriegen – verlorengegangen.
In der Zeit von 1890 bis 1910, als Closs vorwiegend als Illustrator und Wandmaler in der Öffentlichkeit in Erscheinung trat, fertigte er auch zahlreiche Tafelbilder an, so z. B. für die Villa Hartmann in Heidenheim. Die drei für die Villa Hartmann angefertigten Gemälde Heimkehr von der Jagd nach Schloß Hellenstein, Empfang eines Ritters an der Spitze seines Heeres durch die Stadtväter von Heidenheim und Spätmittelalterlicher Tanz auf der Bastion des Schlosses befinden sich nunmehr im Schloss Hellenstein in Heidenheim.
Eines seiner wohl bekanntesten Bilder ist Der Sturz des Roland von Berlin (1906/1907), das er auf den bei einer persönlichen Audienz ausgesprochenen Wunsch Kaiser Wilhelm II. anfertigte. Darüber hinaus fertigte Closs für den Kaiser noch zwei weitere Bilder mit den Titeln Vor Roßbach und Garde du Corps an, was sehr verwunderlich ist, da Kaiser Wilhelm II. eigentlich jedwede Anklänge von Impressionismus und Jugendstil, wie sie in Closs' Bildnissen auftauchten, kategorisch ablehnte. Zu dem Heer zugeneigten Kronprinzen Wilhelm von Preußen und seiner Frau, der Kronprinzessin Cecilie, konnte Closs sogar eine Art Freundschaft aufbauen, was sich in der Anfertigung zahlreicher Bildnisse niederschlug. Des Weiteren fertigte Closs Arbeiten für den rumänischen König Karl I. an.

#### Als Heraldiker

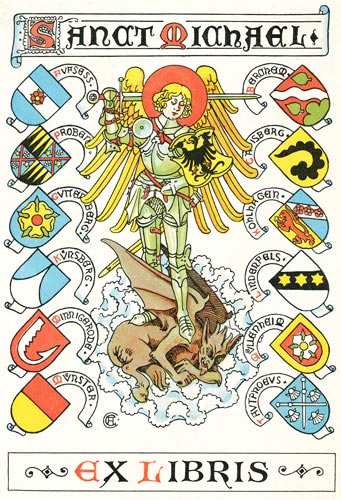
Eines der vielen Exlibris, die Closs im Auftrag Friedrich von Gaisberg-Schöckingen entwarf.

Durch Closs’ Hang zur Historiendarstellung und zur geschichtsgetreuen, detaillierten Ausgestaltung seiner Bildnisse lag die Beschäftigung mit der Heraldik bereits nahe. Eingeführt in diese Hilfswissenschaft wurde Gustav Adolf Closs durch Kurt Freiherr Seutter von Lötzen. Später arbeitete er intensiv mit seinem Freund Friedrich Freiherr von Gaisberg-Schöckingen auf dem Gebiet der Heraldik zusammen. Beide waren auch Mitglieder im „St. Georgen-Verein der Württembergischen Ritterschaft“. Für den Verein „St. Michael-Verein deutscher Edelleute zur Pflege der Geschichte und Wahrung historisch berechtigter Standesinteressen“, bei dem Gaisberg Vorsitzender war und zu dem u. a. auch die Guttenberg und Müllenheim gehörten, entwarf er das nebenstehende Exlibris. Am 17. Oktober 1893 wurde Closs Mitglied im „Deutschen Herold“. Von 1918 bis 1934 war Closs Schriftleiter des Deutschen Herold. Dort war sein Engagement so groß, dass er unter anderem im Jahre 1923 zum stellvertretenden Vorsitzenden gewählt wurde. Es wurden zahlreiche heraldische Zeichnungen von ihm veröffentlicht, so z. B. in den „Familiengeschichtlichen Blättern“, den „Heraldisch-Genealogischen Blättern“ und dem „Deutschen Roland“. Nach dem Tod von Adolf Hildebrandt 1918 übernahm Closs die Wappenmalerei im Deutschen Geschlechterbuch. Außerdem wurde Closs vom Deutschen Gemeindetag als sachverständiger Heraldiker eingesetzt, dem die Aufgabe zugedacht war, die vorhandenen Wappen zu überprüfen und zu verbessern sowie gegebenenfalls neue Wappen zu schaffen. Sein Können und seine profunde Heraldikkenntnis zeigten sich in der detaillierten, authentischen und getreuen Darstellung. Gustav Adolf Closs gilt neben Otto Hupp und Eduard Lorenz Lorenz-Meyer als bester Heraldiker seiner Zeit und hat auch über seine Lebensgrenzen hinaus eine weitreichende Reputation erworben.

### Tod
Gustav Adolf Closs starb am 3. September 1938 in Berlin-Wilmersdorf. Bei der Trauerfeier nahmen neben dem ehemaligen Kronprinzen und Closs' Corpsbrüdern aus Tübingen zahlreiche weitere Vertreter der Vereine und Gesellschaften teil, deren Mitgliedschaften und Ehrenämter Closs innegehabt hatte. Die Urne mit seiner Asche wurde nach Stuttgart überführt und auf dem Fangelsbachfriedhof beigesetzt. Sein Grab befindet sich noch immer dort.
Gustav Adolf Closs war Mitglied des Deutschen Künstlerbundes.

## Auszeichnungen
- 25. Februar 1897: Große goldene Medaille für Kunst und Wissenschaft am Bande des Friedrichsordens des Königreichs Württemberg
- Mai 1905: Ritterkreuz I. Klasse des königlich württembergischen Friedrichs-Ordens
- Herzoglich braunschweigische Verdienstzeichen für Kunst und Wissenschaft

## Auswahl einzelner Werke

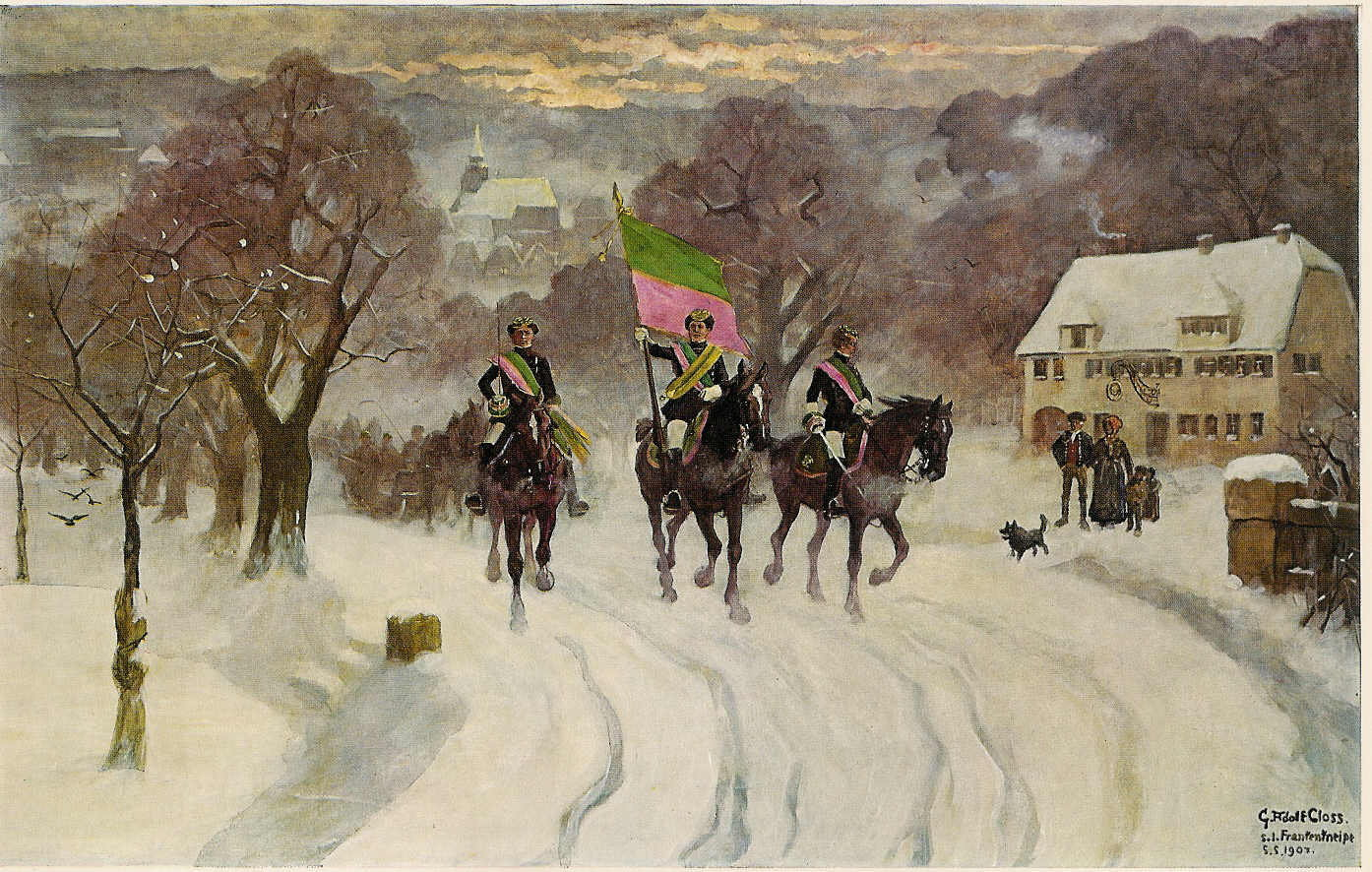
Ausritt der Tübinger Franken, 1907

### Gemälde
- Das neue Schloß in Schöckingen, Wasserfarben auf Papier (21 × 29 cm), 1902
- Tamina Freiin von Gaisberg-Schöckingen, Öl auf Leinwand (50 × 70 cm), 1904
- Spätmittelalterlicher Tanz auf der Bastion des Schlosses, Öl auf Leinwand (263 × 100 cm), 1906; Museum Schloss Hellenstein in Heidenheim an der Brenz
- Der Sturz des Roland zu Berlin 1448, Öl auf Leinwand, 1906/1907; verschollen
- Breslauer Preußen durchreiten das Kaisertor der Schlesischen Friedrich-Wilhelms-Universität, Öl auf Leinwand, 1911
- Mensur im Wald zwischen Franconia und Rhenania und Ausritt der Tübinger Franken, Öl auf Leinwand, 1907; Corpshaus der Franconia zu Tübingen
- Die Schlacht bei Blindheim; Bayreuth-Dragoner; Leibkürassiere; Reiterbildnis des Kronprinzen und 1. Bataillon Garde 1756, Öl auf Leinwand, alle vor 1912; ehemals in den Besitztümern der Kronprinzenfamilie Schloss Cecilienhof und Schloss Oels, Ende des Zweiten Weltkrieges als Kriegsbeute verschleppt, Aufbewahrungsort unklar
- Wandgemälde in Schloss Rapperswil
- Wandgemälde in Schloss Schöckingen

### Illustrationen
- Illustrationen in der Zeitschrift Die Gartenlaube. Scherl-Verlag, Berlin 1853–1944
- Illustrationen in der Zeitschrift Über Land und Meer. Deutsche Verlags-Anstalt, Stuttgart 1858–1922
- Wilhelm Hauff: Lichtenstein. In: Hauff’s Werke. Illustrirte Prachtausgabe. Deutsche Verlags-Anstalt, Stuttgart 1892
- Karl May: Die Sklavenkarawane. Deutsche Union Verlagsgesellschaft, Stuttgart 1890
- Hermann Kurz: Schillers Heimatjahre. Union Deutsche Verlagsgesellschaft, Stuttgart [1924]

### Schriften
- Vier Vorträge über Wappen. Starke, Görlitz 1937 (= Schriftenreihe Sippenforschung; Heft 10).

### Kösener Fenster
Der Kösener Senioren-Convents-Verband schenkte 1898 dem Corps Onoldia zwei Glasfenster mit den Studentenwappen aller Kösener Corps. Sie wurden von Closs entworfen und von Franz Xaver Zettler in München hergestellt.

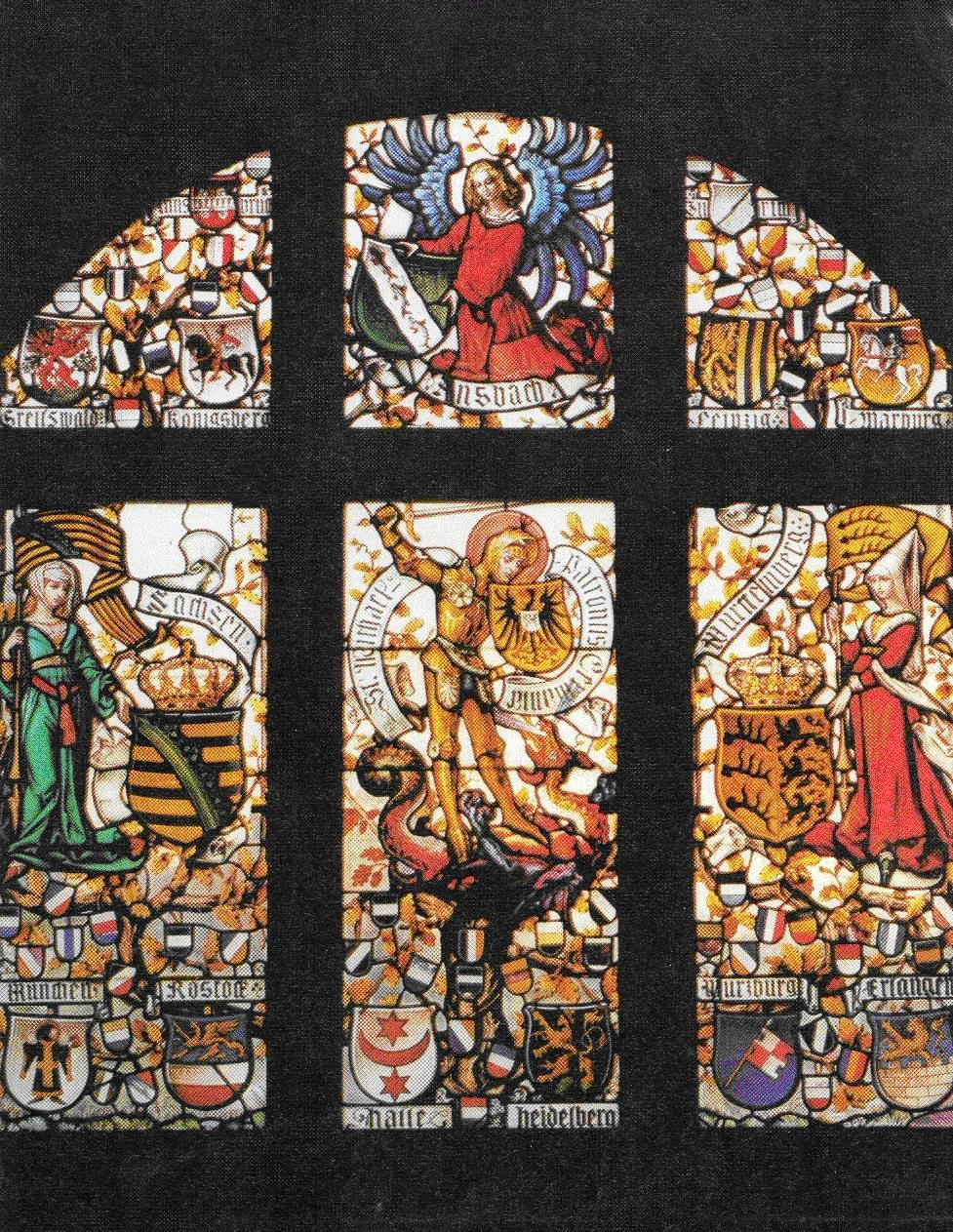
1. Kösener Fenster
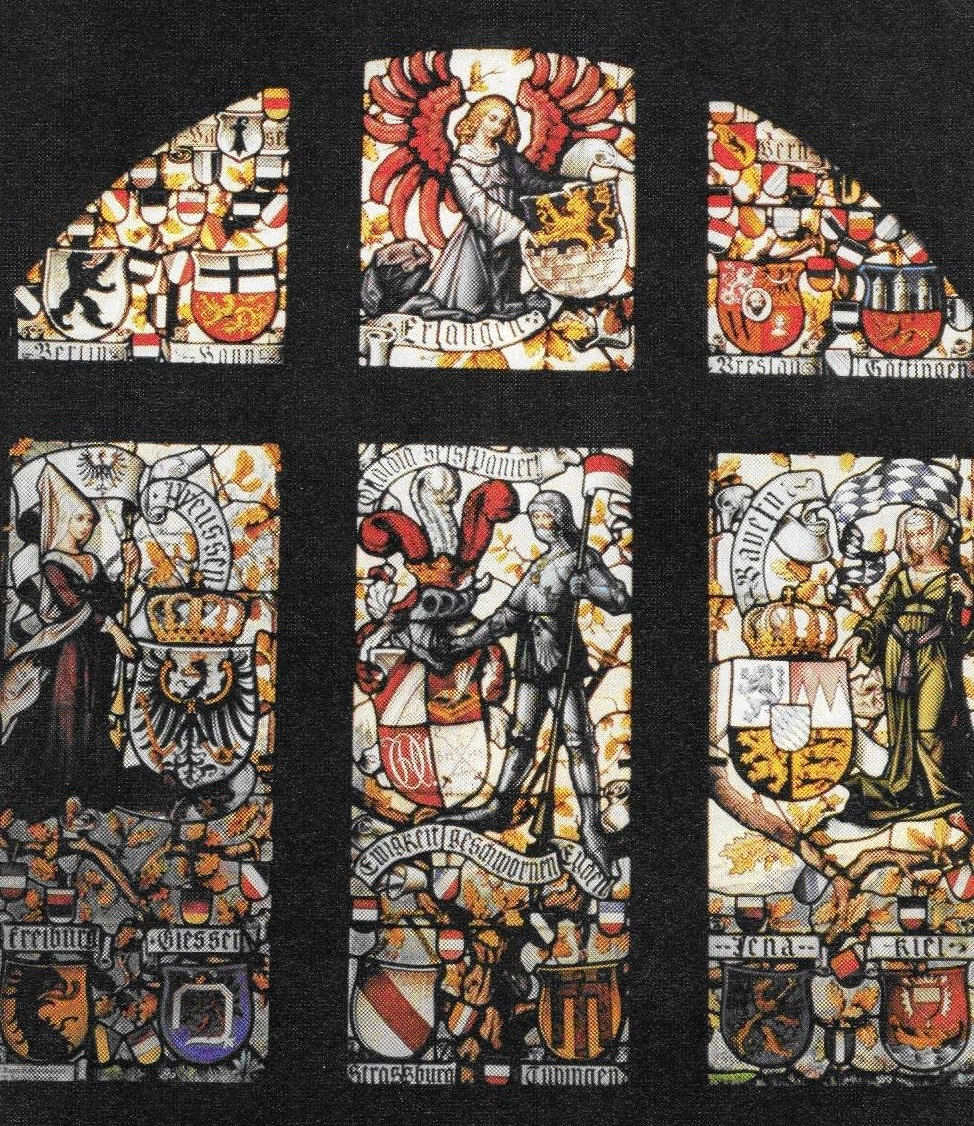
2. Kösener Fenster